# Jan Neygart
Jan Neygart (Noeygardt) (zm. 13 marca 1832 we Włocławku) – prezydent Włocławka w latach 1820–1831.
Zanim został prezydentem, od 15 września 1814 r. pełnił funkcję wiceburmistrza, a od września 1815 r. do 26 września 1820 r. burmistrza policyjnego.
Należał do włocławskiej loży wolnomularskiej „Doskonałe Zjednoczenie”.